# 15 cm sFH 13
15 cm schwere Feldhaubitze 13, 15 cm s.FH 13, dosł. „ciężka haubica polowa” – niemieckie działo o kalibrze 149,7 mm, używane w okresie I wojny światowej i II wojny światowej. Produkowana była jeszcze po I wojnie światowej, do czasu wprowadzenia do uzbrojenia nowszego modelu, czyli haubicy 15 cm sFH 18.
Pomimo tego, że haubica ta miała starą konstrukcję, to z powodzeniem była wykorzystywana też i w II wojnie światowej. Główną zaletą jej była o połowę mniejsza masa niż nowszego modelu (15 cm s.FH 18), co miało istotne znaczenie przy przemieszczaniu się po kiepskich drogach. Wadą była jednak niższa donośność. Obsługa była też utrudniona ze względu na wąski kąt ostrzału poziomego, wynikający z zastosowania łoża jednoogonowego. W nowszym modelu zastosowano już łoże dwuogonowe, kosztem zwiększenia masy działa.
W chwili wybuchu II wojny światowej Niemcy posiadali 696 sztuk tej broni. W pierwszym etapie wojny broń ta przydzielona była do niemieckich dywizji piechoty III i IV fali mobilizacyjnej.

## Amunicja
W haubicy 15 cm sFH 13 stosowano amunicję rozdzielnego ładowania. Osobno ładowało się pocisk i osobno łuskę z ładunkami prochowymi. W łusce umieszczano od 1 do 8 woreczków z prochem. Ich liczba zależała od dystansu na jaki zamierzano strzelać.
Używano następujących pocisków:
– 15 cm Gr.18 – pocisk burzący o masie 40,8 kg
– 15 cm Gr.19 – pocisk burzący o masie 43,5 kg
– 15 cm Gr.19 Nb – pocisk dymny o masie 39 kg
– 15 cm Gr.19 Be – pocisk przeciwbetonowy o masie 43,5 kg